# Киимбай
Киимбай (устар. Киембай) — река в России, протекает в Оренбургской области. Устье реки находится в 48 км по правому берегу реки Камсак. Длина реки составляет 36 км.
Название восходит к антропониму (у казахов есть мужское личное имя Киембай, у татар — Кыямбай).

## Притоки
- В 11 км от устья, по правому берегу реки впадает река Кукбукты.
- В 18 км от устья, по правому берегу реки впадает река Байту.

## Данные водного реестра
По данным государственного водного реестра России относится к Уральскому бассейновому округу, водохозяйственный участок реки — Урал от Ириклинского гидроузла до города Орск. Речной бассейн реки — Урал (российская часть бассейна).
Код объекта в государственном водном реестре — 12010000412112200003857.